# Théorème de Bolzano-Weierstrass
Pour les articles homonymes, voir Théorème de Weierstrass, BWT, TBW, Bolzano (homonymie) et Weierstrass.
En mathématiques, et plus précisément en analyse réelle, le théorème de Bolzano-Weierstrass, nommé d'après les mathématiciens Bernard Bolzano et Karl Weierstrass, énonce

Toute suite réelle bornée contient une sous-suite convergente.
ce qui peut se reformuler en termes de valeurs d'adhérence :

Toute suite réelle bornée a au moins une valeur d'adhérence.
Le théorème s'exprime également sous une forme plus topologique :

Toute partie fermée bornée de {\displaystyle \mathbb {R} } est séquentiellement compacte.
Enfin, on peut généraliser le théorème à {\displaystyle \mathbb {R} ^{n}}, ou encore à tout espace vectoriel normé de dimension finie sur {\displaystyle \mathbb {R} }.

## Démonstration (cas réel)
Il existe au moins deux démonstrations usuelles de ce théorème.
La première fait appel à l'extraction d'une suite monotone. Considérons une suite réelle bornée. Elle admet une sous-suite monotone (cf. propriétés des sous-suites), qui est également bornée. Par le théorème de la limite monotone, cette sous-suite converge.
La seconde preuve s'appuie sur une dichotomie,,. Soit {\displaystyle (u_{n})} une suite réelle bornée. Soit un minorant {\displaystyle m} et un majorant {\displaystyle M} de {\displaystyle (u_{n})}. On pose {\displaystyle m_{0}=m,M_{0}=M}. Notons {\displaystyle d_{0}=(m_{0}+M_{0})/2} le milieu de l'intervalle {\displaystyle [m_{0},M_{0}]}. Tous les termes de {\displaystyle (u_{n})} sont dans {\displaystyle [m_{0},M_{0}]}, et il y en a une infinité, donc il y en a une infinité dans au moins l'un des deux intervalles {\displaystyle [m_{0},d_{0}]} et {\displaystyle [d_{0},M_{0}]}. Itérons le processus : posons {\displaystyle m_{1}=m_{0},M_{1}=d_{0}} ou {\displaystyle m_{1}=d_{0},M_{1}=M_{0}} de sorte qu'il y ait une infinité de termes de {\displaystyle (u_{n})} dans {\displaystyle [m_{1},M_{1}]}, et posons {\displaystyle d_{1}=(m_{1}+M_{1})/2} le milieu de {\displaystyle [m_{1},M_{1}]}. À nouveau, il y a une infinité de termes de {\displaystyle (u_{n})} dans {\displaystyle [m_{1},d_{1}]} ou dans {\displaystyle [d_{1},M_{1}]}, et on peut continuer infiniment. Les suites {\displaystyle (m_{n})} et {\displaystyle (M_{n})} sont adjacentes car {\displaystyle (m_{n})} est croissante, {\displaystyle (M_{n})} est décroissante et l'écart entre les deux est divisé par 2 à chaque étape. Par le théorème des suites adjacentes, elles convergent vers une limite commune {\displaystyle l}. On pose {\displaystyle \varphi (0)=0}, et pour tout {\displaystyle n}, on choisit {\displaystyle \varphi (n+1)} comme le plus petit entier strictement supérieur à {\displaystyle \varphi (n)} tel que {\displaystyle u_{\varphi (n+1)}} appartienne à {\displaystyle [m_{n+1},M_{n+1}]}, ce qui est possible car une infinité de termes de {\displaystyle (u_{n})} appartiennent à {\displaystyle [m_{n+1},M_{n+1}]}. Alors, par le théorème des gendarmes, la suite {\displaystyle (u_{\varphi (n)})} extraite de {\displaystyle (u_{n})} tend vers {\displaystyle l}.

## Généralisation aux ℝ-espaces vectoriels normés de dimension finie
Le théorème s'applique toujours en remplaçant {\displaystyle \mathbb {R} } par un {\displaystyle \mathbb {R} }-espace vectoriel normé de dimension finie. En particulier, il est vrai dans {\displaystyle \mathbb {C} } muni du module complexe.
Cette généralisation peut se prouver à partir du cas réel. Soit un {\displaystyle \mathbb {R} }-espace vectoriel normé de dimension finie {\displaystyle d}, assimilé sans perte de généralité à {\displaystyle \mathbb {R} ^{d}} muni d'une norme {\displaystyle \lVert \cdot \rVert }, et soit une suite bornée de vecteurs. On remarque que la suite des premières coordonnées est bornée. En appliquant le théorème dans le cas réel, on extrait une sous-suite de vecteurs telle que les premières coordonnées convergent. On extrait alors de cette sous-suite une sous-sous-suite qui fait converger les deuxièmes coordonnées des vecteurs, et ainsi de suite jusqu'aux {\displaystyle d}-ièmes coordonnées. La sous-suite ainsi obtenue converge dans {\displaystyle \mathbb {R} ^{d}}.

## Lien avec la compacité
Une généralisation du théorème affirme qu'un espace métrisable X est compact (au sens de l'axiome de Borel-Lebesgue) si (et seulement si) toute suite d'éléments de X admet une valeur d'adhérence dans X ou, de manière équivalente, admet une sous-suite qui converge vers un élément de X.
Cet énoncé peut se décomposer en :
- Deux scholies qui garantissent le « seulement si » :
  - Dans un espace (non nécessairement métrisable) compact ou même seulement dénombrablement compact, toute suite admet une valeur d'adhérence :voir l'article « Espace dénombrablement compact ».
  - Dans tout espace métrisable ou même seulement à bases dénombrables de voisinages, les valeurs d'adhérence d'une suite sont les limites de ses sous-suites convergentes :voir l'article « Valeur d'adhérence ».
- L'énoncé proprement dit, le « si » :

Tout espace métrisable séquentiellement compact est compact.
(Un espace séquentiellement compact est un espace dans lequel toute suite admet une sous-suite convergente.)